# ヴェナフロ
ヴェナフロ（イタリア語: Venafro）は、イタリア共和国モリーゼ州イゼルニア県にある、人口約1万1000人の基礎自治体（コムーネ）。県都イゼルニアに次いで県内第二のコムーネ人口を有する。
帝政ローマ時代に建設された円形闘技場の遺構をそのまま再利用した街区が存在する。観客席だった部分を住居化したほぼ2階建てまでの家々が、昔のアリーナ部分を取り囲む。往時のアリーナは未舗装の広場になっており、住民の共有地として農作業などに利用されている。周辺地区の近代化に伴って、この一帯の景観も存続が危ぶまれている。

## 地理

### 位置・広がり
イゼルニア県南西部のコムーネである。

#### 隣接コムーネ
隣接するコムーネは以下の通り。括弧内のCEはカゼルタ県、FRはフロジノーネ県所属を示す。
- カプリアーティ・ア・ヴォルトゥルノ (CE)
- チョルラーノ (CE)
- コンカ・カザーレ
- ミニャーノ・モンテ・ルンゴ (CE)
- ポッツィッリ
- サン・ピエトロ・インフィーネ (CE)
- サン・ヴィットーレ・デル・ラーツィオ (FR)
- セスト・カンパーノ

## 行政

### 分離集落
ヴェナフロには、以下の分離集落（フラツィオーネ）がある。
- Ceppagna, Le Noci, Vallecupa